# Jordanów Śląski
Jordanów Śląski (německy Jordansmühl, v letech 1945–1947 Jordanice) je vesnice v Dolnoslezském vojvodství v Polsku. Je sídlem vesnické gminy  Jordanów Śląski. Leží přibližně 25 km jižně od Vratislavi.

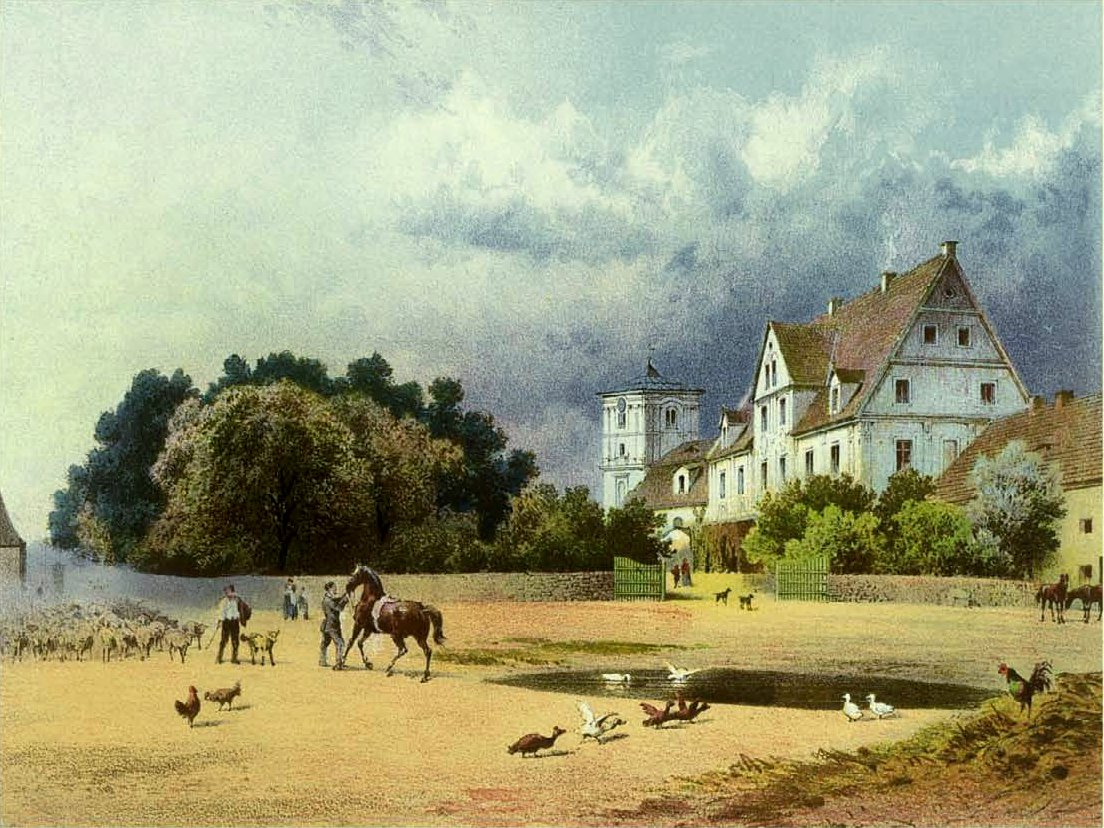
Palace Jordansmühl, 1860, Alexander Duncker